# 梶山義彦
梶山 義彦（かじやま よしひこ、1970年7月24日 - ）は、静岡県静岡市出身の元社会人野球選手（外野手）、野球指導者。

## 来歴
小学校1年生の時に父親の強い勧めでソフトボールを始め、やがて野球に転向した。静岡高校では同級生に赤堀元之や天野義明がおり、2年次の1987年に第69回全国高等学校野球選手権大会に出場。高校卒業後の1989年に三菱自動車川崎に入社した。
練習熱心でまじめな点には定評があり、勝負強い打撃を発揮して1994年と1995年には日産自動車の補強選手として都市対抗に出場。1995年の日本選手権2次予選では2試合で10打数8打点の活躍を見せ、本大会出場に貢献した。本大会でも優秀選手賞を獲得し、チームは初優勝を果たしている。
1996年はJABA北海道大会の準決勝でサヨナラ二塁打を放つなどの活躍を見せ、同大会でMVPを獲得。同年のアトランタ五輪に同僚の西郷泰之が出場したのが刺激となり、自身のプロ入りの可能性がないと感じた事などもあって日本代表入りを強く意識するようになったという。翌1997年に初めて代表候補合宿に招集され、IBAFインターコンチネンタルカップで同僚の西郷や桑元孝雄とともに代表入りを果たす。同年は国際大会での活躍が評価され、初めて社会人ベストナインに選出された。
1998年はチームで5番打者を任されたが都市対抗出場はならず、東芝の補強選手に指定された。また、同年はアジア大会代表に選ばれ、銀メダルを獲得している。1999年の都市対抗では日石三菱に補強され、優秀選手賞を受賞した。また同年のアジア選手権では主将を任され、2年ぶりに社会人ベストナインに選ばれた。
2000年は都市対抗予選までの公式戦13試合でチームトップの打率.444を記録するなど順調に調整が進み、チームも3年ぶりに本大会に出場した。富士重工業との2回戦ではサヨナラヒットを放つなどの活躍で優秀選手に選ばれ、チームも初優勝を達成している。低めのボールに強い打撃などが評価されてシドニー五輪代表に選ばれた。五輪では予選リーグの対韓国戦と対南アフリカ戦以外の7試合に7番・右翼手としてスタメンで出場。しかし持ち味のパワフルな打撃を発揮できず、2安打1打点に終わっている。
2002年は7年ぶりに日産自動車の補強選手として都市対抗に出場し、天野らとともに10年連続出場の表彰を受けた。2003年は激戦となった神奈川予選を勝ち抜いて都市対抗に出場し、3年ぶりの優勝を果たした。
2006年限りで現役を引退し、2007年からチームが休部となった2008年までコーチを務めた。
2011年よりクラブチームのWARRIORS 41にコーチ兼外野手として参加した。
2017年に三菱自動車岡崎のコーチに就任した。
2021年11月1日付で三菱自動車岡崎の監督に就任した。

## 日本代表キャリア
- 第13回IBAFインターコンチネンタルカップ（1997年）
- 第13回アジア競技大会野球日本代表（1998年）
- 第20回アジア野球選手権大会日本代表（1999年）
- 4か国・地域対抗戦（1999年）
- 第14回IBAFインターコンチネンタルカップ（1999年）
- 4か国・地域対抗戦（2000年）
- 日本・キューバシドニー五輪壮行試合（2000年）
- シドニーオリンピック野球日本代表（2000年）

## 主な表彰・タイトル
- 社会人ベストナイン2回（1997年・1999年）
- JABA北海道大会最優秀選手（1996年）